# Lista jucătorilor numărul 1 în clasamentul ATP (simplu)

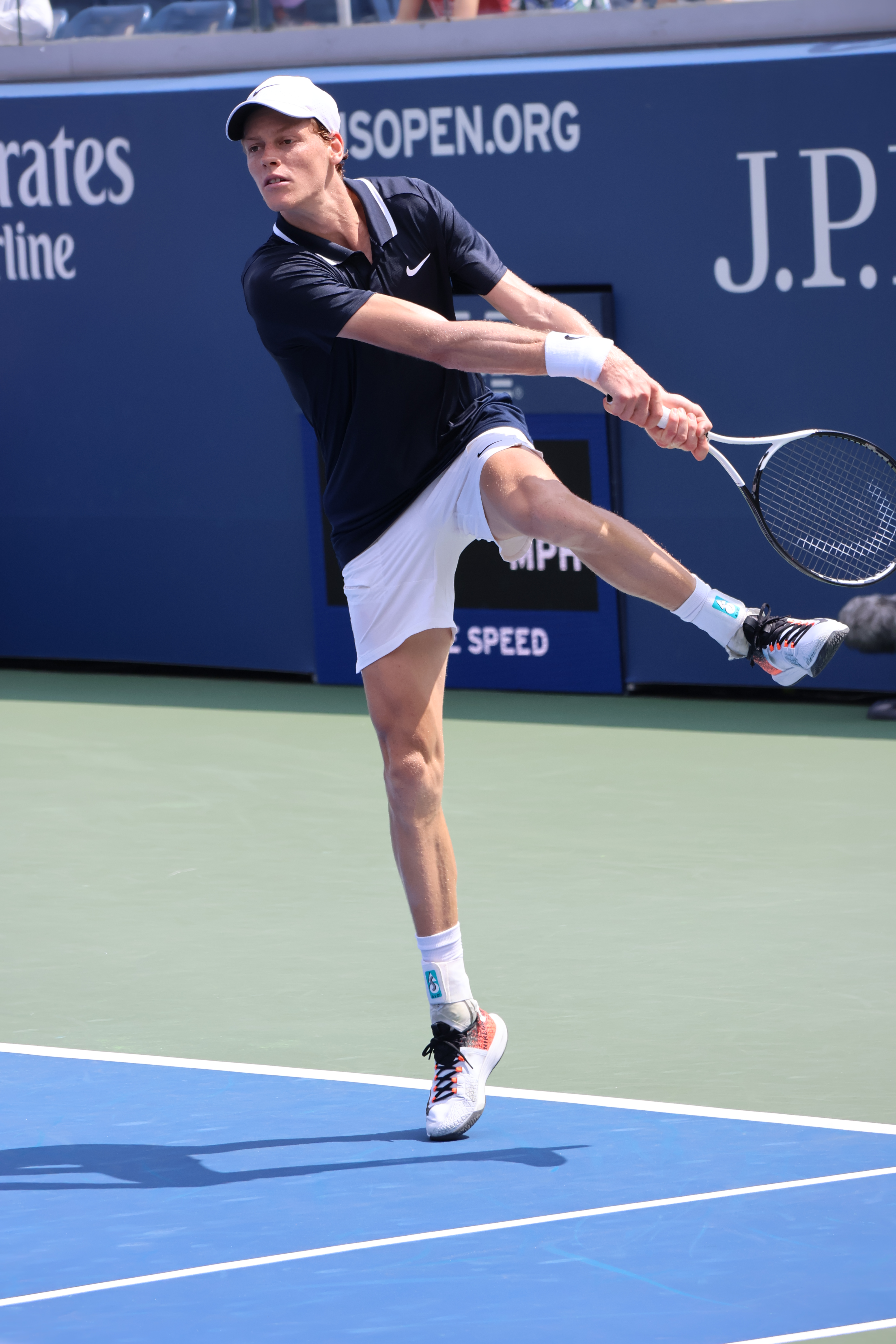
Jannik Sinner este actualul număr unu mondial la simplu masculin.

Clasamentul ATP este sistemul bazat pe merit al Asociația Tenismenilor Profesioniști (ATP) pentru determinarea clasamentului în tenisul masculin. Jucătorul cel mai bine clasat este jucătorul care, în ultimele 52 de săptămâni, a strâns cele mai multe puncte pe Circuitul ATP. Punctele sunt acordate în funcție de cât de mult avansează un jucător în turnee și de categoria acestor turnee.  ATP a folosit un sistem computerizat pentru stabilirea clasamentelor începând cu 23 august 1973. Începând cu 1979, la începutul fiecărei săptămâni este publicată o listă actualizată cu clasamentul. Din 1973, 29 de jucători au fost clasați pe locul 1 de către ATP, dintre care 17 au fost numărul 1 la sfârșitul anului. 
În urma unei decizii politice luate în comun de organele de conducere ale tenisului, după invazia Ucrainei de către Rusia, jucătorii din Rusia și Belarus nu reprezintă nici o țară.
Actualul număr unu mondial este Jannik Sinner din Italia.

## Lista jucătorilor clasați pe locul 1
Statisticile sunt actualizate numai atunci când site-ul ATP își revizuiește clasamentul (de obicei în fiecare luni dimineața, cu excepția momentului în care finalele turneelor sunt amânate).
| double-dagger | Record de clasare ATP |  | Actualul jucător nr.1 |

| Nr.                 | Jucător                   | Dată început       | Dată sfârșit       | Săptămâni | Total |
| ------------------- | ------------------------- | ------------------ | ------------------ | --------- | ----- |
| 1                   | Ilie Năstase (ROM)        | 23 august 1973     | 2 iunie 1974       | 40        | 40    |
| 2                   | John Newcombe (AUS)       | 3 iunie 1974       | 28 iulie 1974      | 8         | 8     |
| 3                   | Jimmy Connors (USA)       | 29 iulie 1974      | 22 august 1977     | 160       | 160   |
| 4                   | Björn Borg (SWE)          | 23 august 1977     | 29 august 1977     | 1         | 1     |
|                     | Jimmy Connors (2)         | 30 august 1977     | 8 aprilie 1979     | 84        | 244   |
| Björn Borg (2)      | 9 aprilie 1979            | 20 mai 1979        | 6                  | 7         |       |
| Jimmy Connors (3)   | 21 mai 1979               | 8 iulie 1979       | 7                  | 251       |       |
| Björn Borg (3)      | 9 iulie 1979              | 2 martie 1980      | 34                 | 41        |       |
| 5                   | John McEnroe (USA)        | 3 martie 1980      | 23 martie 1980     | 3         | 3     |
|                     | Björn Borg (4)            | 24 martie 1980     | 10 august 1980     | 20        | 61    |
| John McEnroe (2)    | 11 august 1980            | 17 august 1980     | 1                  | 4         |       |
| Björn Borg (5)      | 18 august 1980            | 5 iulie 1981       | 46                 | 107       |       |
| John McEnroe (3)    | 6 iulie 1981              | 19 iulie 1981      | 2                  | 6         |       |
| Björn Borg (6)      | 20 iulie 1981             | 2 august 1981      | 2                  | 109       |       |
| John McEnroe (4)    | 3 august 1981             | 12 septembrie 1982 | 58                 | 64        |       |
| Jimmy Connors (4)   | 13 septembrie 1982        | 31 octombrie 1982  | 7                  | 258       |       |
| John McEnroe (5)    | 1 noiembrie 1982          | 7 noiembrie 1982   | 1                  | 65        |       |
| Jimmy Connors (5)   | 8 noiembrie 1982          | 14 noiembrie 1982  | 1                  | 259       |       |
| John McEnroe (6)    | 15 noiembrie 1982         | 30 ianuarie 1983   | 11                 | 76        |       |
| Jimmy Connors (6)   | 31 ianuarie 1983          | 6 februarie 1983   | 1                  | 260       |       |
| John McEnroe (7)    | 7 februarie 1983          | 13 februarie 1983  | 1                  | 77        |       |
| Jimmy Connors (7)   | 14 februarie 1983         | 27 februarie 1983  | 2                  | 262       |       |
| 6                   | Ivan Lendl (TCH)          | 28 februarie 1983  | 15 mai 1983        | 11        | 11    |
|                     | Jimmy Connors (8)         | 16 mai 1983        | 5 iunie 1983       | 3         | 265   |
| John McEnroe (8)    | 6 iunie 1983              | 12 iunie 1983      | 1                  | 78        |       |
| Jimmy Connors (9)   | 13 iunie 1983             | 3 iulie 1983       | 3                  | 268       |       |
| John McEnroe (9)    | 4 iulie 1983              | 30 octombrie 1983  | 17                 | 95        |       |
| Ivan Lendl (2)      | 31 octombrie 1983         | 11 decembrie 1983  | 6                  | 17        |       |
| John McEnroe (10)   | 12 decembrie 1983         | 8 ianuarie 1984    | 4                  | 99        |       |
| Ivan Lendl (3)      | 9 ianuarie 1984           | 11 martie 1984     | 9                  | 26        |       |
| John McEnroe (11)   | 12 martie 1984            | 10 iunie 1984      | 13                 | 112       |       |
| Ivan Lendl (4)      | 11 iunie 1984             | 17 iunie 1984      | 1                  | 27        |       |
| John McEnroe (12)   | 18 iunie 1984             | 8 iulie 1984       | 3                  | 115       |       |
| Ivan Lendl (5)      | 9 iulie 1984              | 12 august 1984     | 5                  | 32        |       |
| John McEnroe (13)   | 13 august 1984            | 18 august 1985     | 53                 | 168       |       |
| Ivan Lendl (6)      | 19 august 1985            | 25 august 1985     | 1                  | 33        |       |
| John McEnroe (14)   | 26 august 1985            | 8 septembrie 1985  | 2                  | 170       |       |
| Ivan Lendl (7)      | 9 septembrie 1985         | 11 septembrie 1988 | 157                | 190       |       |
| 7                   | Mats Wilander (SWE)       | 12 septembrie 1988 | 29 ianuarie 1989   | 20        | 20    |
|                     | Ivan Lendl (8)            | 30 ianuarie 1989   | 12 august 1990     | 80        | 270   |
| 8                   | Stefan Edberg (SWE)       | 13 august 1990     | 27 ianuarie 1991   | 24        | 24    |
| 9                   | Boris Becker (GER)        | 28 ianuarie 1991   | 17 februarie 1991  | 3         | 3     |
|                     | Stefan Edberg (2)         | 18 februarie 1991  | 7 iulie 1991       | 20        | 44    |
| Boris Becker (2)    | 8 iulie 1991              | 8 septembrie 1991  | 9                  | 12        |       |
| Stefan Edberg (3)   | 9 septembrie 1991         | 9 februarie 1992   | 22                 | 66        |       |
| 10                  | Jim Courier (USA)         | 10 februarie 1992  | 22 martie 1992     | 6         | 6     |
|                     | Stefan Edberg (4)         | 23 martie 1992     | 12 aprilie 1992    | 3         | 69    |
| Jim Courier (2)     | 13 aprilie 1992           | 13 septembrie 1992 | 22                 | 28        |       |
| Stefan Edberg (5)   | 14 septembrie 1992        | 4 octombrie 1992   | 3                  | 72        |       |
| Jim Courier (3)     | 5 octombrie 1992          | 11 aprilie 1993    | 27                 | 55        |       |
| 11                  | Pete Sampras (USA)        | 12 aprilie 1993    | 22 august 1993     | 19        | 19    |
|                     | Jim Courier (4)           | 23 august 1993     | 12 septembrie 1993 | 3         | 58    |
| Pete Sampras (2)    | 13 septembrie 1993        | 9 aprilie 1995     | 82                 | 101       |       |
| 12                  | Andre Agassi (USA)        | 10 aprilie 1995    | 5 noiembrie 1995   | 30        | 30    |
|                     | Pete Sampras (3)          | 6 noiembrie 1995   | 28 ianuarie 1996   | 12        | 113   |
| Andre Agassi (2)    | 29 ianuarie 1996          | 11 februarie 1996  | 2                  | 32        |       |
| 13                  | Thomas Muster (AUT)       | 12 februarie 1996  | 18 februarie 1996  | 1         | 1     |
|                     | Pete Sampras (4)          | 19 februarie 1996  | 10 martie 1996     | 3         | 116   |
| Thomas Muster (2)   | 11 martie 1996            | 14 aprilie 1996    | 5                  | 6         |       |
| Pete Sampras (5)    | 15 aprilie 1996           | 29 martie 1998     | 102                | 218       |       |
| 14                  | Marcelo Ríos (CHI)        | 30 martie 1998     | 26 aprilie 1998    | 4         | 4     |
|                     | Pete Sampras (6)          | 27 aprilie 1998    | 9 august 1998      | 15        | 233   |
| Marcelo Ríos (2)    | 10 august 1998            | 23 august 1998     | 2                  | 6         |       |
| Pete Sampras (7)    | 24 august 1998            | 14 martie 1999     | 29                 | 262       |       |
| 15                  | Carlos Moyá (ESP)         | 15 martie 1999     | 28 martie 1999     | 2         | 2     |
|                     | Pete Sampras (8)          | 29 martie 1999     | 2 mai 1999         | 5         | 267   |
| 16                  | Evgheni Kafelnikov (RUS)  | 3 mai 1999         | 13 iunie 1999      | 6         | 6     |
|                     | Pete Sampras (9)          | 14 iunie 1999      | 4 iulie 1999       | 3         | 270   |
| Andre Agassi (3)    | 5 iulie 1999              | 25 iulie 1999      | 3                  | 35        |       |
| 17                  | Patrick Rafter (AUS)      | 26 iulie 1999      | 1 august 1999      | 1         | 1     |
|                     | Pete Sampras (10)         | 2 august 1999      | 12 septembrie 1999 | 6         | 276   |
| Andre Agassi (4)    | 13 septembrie 1999        | 10 septembrie 2000 | 52                 | 87        |       |
| Pete Sampras (11)   | 11 septembrie 2000        | 19 noiembrie 2000  | 10                 | 286       |       |
| 18                  | Marat Safin (RUS)         | 20 noiembrie 2000  | 3 decembrie 2000   | 2         | 2     |
| 19                  | Gustavo Kuerten (BRA)     | 4 decembrie 2000   | 28 ianuarie 2001   | 8         | 8     |
|                     | Marat Safin (2)           | 29 ianuarie 2001   | 25 februarie 2001  | 4         | 6     |
| Gustavo Kuerten (2) | 26 februarie 2001         | 1 aprilie 2001     | 5                  | 13        |       |
| Marat Safin (3)     | 2 aprilie 2001            | 22 aprilie 2001    | 3                  | 9         |       |
| Gustavo Kuerten (3) | 23 aprilie 2001           | 18 noiembrie 2001  | 30                 | 43        |       |
| 20                  | Lleyton Hewitt (AUS)      | 19 noiembrie 2001  | 27 aprilie 2003    | 75        | 75    |
|                     | Andre Agassi (5)          | 28 aprilie 2003    | 11 mai 2003        | 2         | 89    |
| Lleyton Hewitt (2)  | 12 mai 2003               | 15 iunie 2003      | 5                  | 80        |       |
| Andre Agassi (6)    | 16 iunie 2003             | 7 septembrie 2003  | 12                 | 101       |       |
| 21                  | Juan Carlos Ferrero (ESP) | 8 septembrie 2003  | 2 noiembrie 2003   | 8         | 8     |
| 22                  | Andy Roddick (USA)        | 3 noiembrie 2003   | 1 februarie 2004   | 13        | 13    |
| 23                  | Roger Federer (SUI)       | 2 februarie 2004   | 17 august 2008     | 237       | 237   |
| 24                  | Rafael Nadal (ESP)        | 18 august 2008     | 5 iulie 2009       | 46        | 46    |
|                     | Roger Federer (2)         | 6 iulie 2009       | 6 iunie 2010       | 48        | 285   |
| Rafael Nadal (2)    | 7 iunie 2010              | 3 iulie 2011       | 56                 | 102       |       |
| 25                  | Novak Djokovic (SRB)      | 4 iulie 2011       | 8 iulie 2012       | 53        | 53    |
|                     | Roger Federer (3)         | 9 iulie 2012       | 4 noiembrie 2012   | 17        | 302   |
| Novak Djokovic (2)  | 5 noiembrie 2012          | 6 octombrie 2013   | 48                 | 101       |       |
| Rafael Nadal (3)    | 7 octombrie 2013          | 6 iulie 2014       | 39                 | 141       |       |
| Novak Djokovic (3)  | 7 iulie 2014              | 6 noiembrie 2016   | 122                | 223       |       |
| 26                  | Andy Murray (GBR)         | 7 noiembrie 2016   | 20 august 2017     | 41        | 41    |
|                     | Rafael Nadal (4)          | 21 august 2017     | 18 februarie 2018  | 26        | 167   |
| Roger Federer (4)   | 19 februarie 2018         | 1 aprilie 2018     | 6                  | 308       |       |
| Rafael Nadal (5)    | 2 aprilie 2018            | 13 mai 2018        | 6                  | 173       |       |
| Roger Federer (5)   | 14 mai 2018               | 20 mai 2018        | 1                  | 309       |       |
| Rafael Nadal (6)    | 21 mai 2018               | 17 iunie 2018      | 4                  | 177       |       |
| Roger Federer (6)   | 18 iunie 2018             | 24 iunie 2018      | 1                  | 310       |       |
| Rafael Nadal (7)    | 25 iunie 2018             | 04 noiembrie 2018  | 19                 | 196       |       |
| Novak Djokovic (4)  | 05 noiembrie 2018         | 03 noiembrie 2019  | 52                 | 275       |       |
| Rafael Nadal (8)    | 04 noiembrie 2019         | 02 februarie 2020  | 13                 | 209       |       |
| Novak Djokovic (5)  | 03 februarie 2020         | 22 martie 2020     | 7                  | 282       |       |
| Clasament înghețat  | 23 martie 2020            | 23 august 2020     | 22                 | 22        |       |
| Novak Djokovic (5)  | 24 august 2020            | 27 februarie       | 79                 | 361       |       |
| 27                  | Daniil Medvedev (RUS)     | 28 februarie 2022  | 20 martie 2022     | 3         | 3     |
|                     | Novak Djokovic (6)        | 21 martie 2022     | 12 iunie 2022      | 12        | 373   |
| Daniil Medvedev (2) | 13 iunie 2022             | 11 septembrie 2022 | 13                 | 16        |       |
| 28                  | Carlos Alcaraz (ESP)      | 12 septembrie 2022 | 29 ianuarie 2023   | 20        | 20    |
|                     | Novak Djokovic (7)        | 30 ianuarie 2023   | 19 martie 2023     | 7         | 380   |
| Carlos Alcaraz (2)  | 20 martie 2023            | 02 aprilie 2023    | 2                  | 22        |       |
| Novak Djokovic (8)  | 03 aprilie 2023           | 21 mai 2023        | 7                  | 387       |       |
| Carlos Alcaraz (3)  | 22 mai 2023               | 11 iunie 2023      | 3                  | 25        |       |
| Novak Djokovic (9)  | 12 iunie 2023             | 25 iunie 2023      | 2                  | 389       |       |
| Carlos Alcaraz (4)  | 26 iunie 2023             | 10 septembrie 2023 | 11                 | 36        |       |
| Novak Djokovic (10) | 11 septembrie 2023        | 09 iunie 2024      | 39                 | 428       |       |
| 29                  | Jannik Sinner (ITA)       | 10 iunie 2024      | prezent            | 42        | 42    |

## Număr 1 ATP - săptămâni

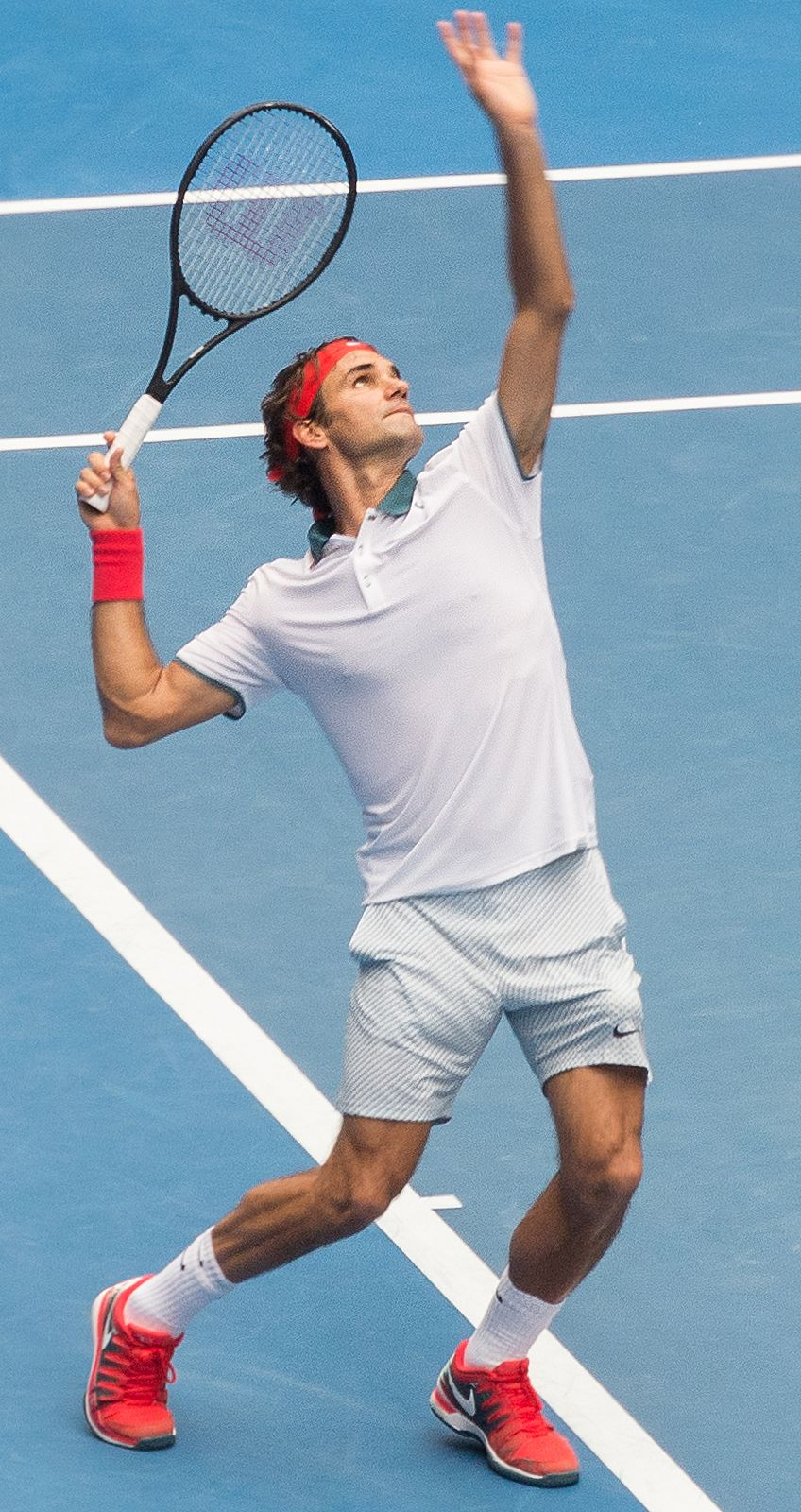
Roger Federer a fost timp de 237 de săptămâni consecutive jucătorul nr. 1 ATP, mai mult decât orice alt jucător.

actualul jucător Nr. 1.
| Poz.                                   | Jucător             | Total |
| -------------------------------------- | ------------------- | ----- |
| 1                                      | Novak Djokovic      | 428   |
| 2                                      | Roger Federer       | 310   |
| 3                                      | Pete Sampras        | 286   |
| 4                                      | Ivan Lendl          | 270   |
| 5                                      | Jimmy Connors       | 268   |
| 6                                      | Rafael Nadal        | 209   |
| 7                                      | John McEnroe        | 170   |
| 8                                      | Björn Borg          | 109   |
| 9                                      | Andre Agassi        | 101   |
| 10                                     | Lleyton Hewitt      | 80    |
| 11                                     | Stefan Edberg       | 72    |
| 12                                     | Jim Courier         | 58    |
| 13                                     | Gustavo Kuerten     | 43    |
| 14                                     | Andy Murray         | 41    |
| 15                                     | Ilie Năstase        | 40    |
| 16                                     | Carlos Alcaraz      | 36    |
| 17                                     | Jannik Sinner       | 42    |
| 18                                     | Mats Wilander       | 20    |
| 19                                     | Daniil Medvedev     | 16    |
| 20                                     | Andy Roddick        | 13    |
| 21                                     | Boris Becker        | 12    |
| 22                                     | Marat Safin         | 9     |
| 23                                     | John Newcombe       | 8     |
| 23                                     | Juan Carlos Ferrero | 8     |
| 25                                     | Thomas Muster       | 6     |
| 25                                     | Marcelo Ríos        | 6     |
| 25                                     | Evgheni Kafelnikov  | 6     |
| 28                                     | Carlos Moyá         | 2     |
| 29                                     | Patrick Rafter      | 1     |
| jucători activi cu caractere îngroșate |                     |       |

| Poz.                    | Jucător            | Consecutiv |
| ----------------------- | ------------------ | ---------- |
| 1                       | Roger Federer      | 237        |
| 2                       | Jimmy Connors      | 160        |
| 3                       | Ivan Lendl         | 157        |
| 4                       | Novak Djokovic     | 122        |
| 5                       | Pete Sampras       | 102        |
| 6                       | Novak Djokovic (2) | 86         |
| 7                       | Jimmy Connors (2)  | 84         |
| 8                       | Pete Sampras (2)   | 82         |
| 9                       | Ivan Lendl (2)     | 80         |
| 10                      | Lleyton Hewitt     | 75         |
| 11                      | John McEnroe       | 58         |
| 12                      | Rafael Nadal       | 56         |
| 13                      | John McEnroe (2)   | 53         |
| 13                      | Novak Djokovic (3) | 53         |
| 15                      | Andre Agassi       | 52         |
| 15                      | Novak Djokovic (4) | 52         |
| minimum 50 de săptămâni |                    |            |

### Săptămâni ca liderii nr. 1 cronologie
| Interval ani | Lider          | Date achieved  | Durată          | Record |
| ------------ | -------------- | -------------- | --------------- | ------ |
| 1973–1975    | Ilie Năstase   | 23 august 1973 | 1 an, 8 luni    | 40     |
| 1975–1990    | Jimmy Connors  | 5 mai 1975     | 15 ani, 2 luni  | 268    |
| 1990–1999    | Ivan Lendl     | 30 iulie 1990  | 9 ani           | 270    |
| 1999–2012    | Pete Sampras   | 2 august 1999  | 12 ani, 11 luni | 286    |
| 2012–2021    | Roger Federer  | 16 iulie 2012  | 8 ani, 7 luni   | 310    |
| 2021–prezent | Novak Djokovic | 8 martie 2021  | 4 ani           | 428    |

Actualul record în bold.

### Jucători care au devenit nr.1 înainte de a câștiga un titlu major
| Jucător      | Data primei clasificări Nr. 1 | Prima finală de Grand Slam      | Primul titlu de Grand Slam | Ref.   |
| ------------ | ----------------------------- | ------------------------------- | -------------------------- | ------ |
| Ivan Lendl   | 28 februarie 1983             | French Open 1981 (1 din 19)     | French Open 1984 (1 din 8) |        |
| Marcelo Ríos | 30 martie 1998                | Australian Open 1998 (o finală) | Niciunul (retras în 2004)  | [ 12 ] |

## Intervalul de timp dintre primul și ultimul titlu Nr. 1
| Interval timp    | Jucător             | Vârsta la primul Nr.1 | Vârsta la primul Nr.1 | Vârsta la ultimul Nr.1 | Vârsta la ultimul Nr.1 |
| Interval timp    | Jucător             | Dată                  | Vârsta                | Dată                   | Vârsta                 |
| ---------------- | ------------------- | --------------------- | --------------------- | ---------------------- | ---------------------- |
| 14 ani, 142 zile | Roger Federer       | 2 feb 2004            | 22 ani, 5 luni        | 24 iun 2018            | 36 ani, 10 luni        |
| 12 ani, 341 zile | Novak Djokovic      | 4 iul 2011            | 24 ani, 43 zile       | 9 iun 2024             | 37 ani, 18 zile        |
| 11 ani, 168 zile | Rafael Nadal        | 18 aug 2008           | 22 ani, 2 luni        | 2 feb 2020             | 33 ani, 7 luni         |
| 8 ani, 339 zile  | Jimmy Connors       | 29 iul 1974           | 21 ani, 10 luni       | 3 iul 1983             | 30 ani, 10 luni        |
| 8 ani, 150 zile  | Andre Agassi        | 10 apr 1995           | 24 ani, 11 luni       | 7 sep 2003             | 33 ani, 3 luni         |
| 7 ani, 221 zile  | Pete Sampras        | 12 apr 1993           | 21 ani, 8 luni        | 10 nov 2000            | 29 ani, 3 luni         |
| 7 ani, 165 zile  | Ivan Lendl          | 28 feb 1983           | 22 ani, 11 luni       | 12 aug 1990            | 30 ani, 5 luni         |
| 5 ani, 189 zile  | John McEnroe        | 3 mar 1980            | 21 ani                | 8 sep 1985             | 26 ani, 6 luni         |
| 3 ani, 344 zile  | Björn Borg          | 23 aug 1977           | 21 ani, 2 luni        | 2 aug 1981             | 25 ani, 1 lună         |
| 2 ani, 52 zile   | Stefan Edberg       | 13 aug 1990           | 24 ani, 6 luni        | 4 oct 1992             | 26 ani, 8 luni         |
| 1 an, 214 zile   | Jim Courier         | 10 feb 1992           | 21 ani, 5 luni        | 12 sep 1993            | 22 ani, 11 luni        |
| 1 an, 208 zile   | Lleyton Hewitt      | 19 nov 2001           | 20 ani, 8 luni        | 15 iun 2003            | 22 ani, 3 luni         |
| 363 zile         | Carlos Alcaraz      | 12 sep 2022           | 19 ani, 4 luni        | 10 sep 2023            | 20 ani, 4 luni         |
| 349 zile         | Gustavo Kuerten     | 4 dec 2000            | 24 ani, 2 luni        | 18 nov 2001            | 25 ani, 2 luni         |
| 286 zile         | Andy Murray         | 7 nov 2016            | 29 ani, 5 luni        | 20 aug 2017            | 30 ani, 3 luni         |
| 283 zile         | Ilie Năstase        | 23 aug 1973           | 27 ani, 1 lună        | 2 iun 1974             | 27 ani, 10 luni        |
| 223 zile         | Boris Becker        | 28 ian 1991           | 23 ani, 2 luni        | 8 sep 1991             | 23 ani, 9 luni         |
| 195 zile         | Daniil Medvedev     | 28 feb 2022           | 26 ani                | 11 sep 2022            | 26 ani, 7 luni         |
| 153 zile         | Marat Safin         | 20 nov 2000           | 20 ani, 9 luni        | 22 apr 2001            | 21 ani, 2 luni         |
| 146 zile         | Marcelo Ríos        | 30 mar 1998           | 22 ani, 3 luni        | 23 aug 1998            | 22 ani, 7 luni         |
| 139 zile         | Mats Wilander       | 12 sep 1988           | 24 ani                | 29 ian 1989            | 24 ani, 5 luni         |
| 90 zile          | Andy Roddick        | 3 nov 2003            | 21 ani, 2 luni        | 1 feb 2004             | 21 ani, 5 luni         |
| 62 zile          | Thomas Muster       | 12 feb 1996           | 28 ani, 4 luni        | 14 apr 1996            | 28 ani, 6 luni         |
| 55 zile          | John Newcombe       | 3 iun 1974            | 30 ani                | 28 iul 1974            | 30 ani, 2 luni         |
| 55 zile          | Juan Carlos Ferrero | 8 sep 2003            | 23 ani, 5 luni        | 2 nov 2003             | 23 ani, 8 luni         |
| 41 zile          | Evgheni Kafelnikov  | 3 mai 1999            | 25 ani, 2 luni        | 13 iun 1999            | 25 ani, 3 luni         |
| 13 zile          | Carlos Moyá         | 15 mar 1999           | 22 ani, 6 luni        | 28 mar 1999            | 22 ani, 7 luni         |
| 6 zile           | Patrick Rafter      | 26 iul 1999           | 26 ani, 6 luni        | 1 aug 1999             | 26 ani, 7 luni         |
| 288 zile         | Jannik Sinner       | 10 iun 2024           | 22 ani, 299 zile      |                        | 23 ani, 221 zile       |

## Săptămâni pe locul 1 în funcție de deceniu
- Actualul jucător nr. 1 este indicat în italic.

| 251 | Connors |

| 40 | Năstase |

| 33 | Borg |

| 8 | Newcombe |

| 238 | Lendl |

| 170 | McEnroe |

| 76 | Borg |

| 20 | Wilander |

| 17 | Connors |

| 276 | Sampras |

| 72 | Edberg |

| 58 | Courier |

| 51 | Agassi |

| 32 | Lendl |

| 12 | Becker |

| 6 | Muster, Ríos, Kafelnikov |

| 2 | Moyá |

| 1 | Rafter |

| 262 | Federer |

| 80 | Hewitt |

| 50 | Agassi |

| 46 | Nadal |

| 43 | Kuerten |

| 13 | Roddick |

| 10 | Sampras |

| 9 | Safin |

| 8 | Ferrero |

| 275 | Djokovic |

| 159 | Nadal |

| 48 | Federer |

| 41 | Murray |

| 153 | Djokovic |

| 36 | Alcaraz |

| 42 | Sinner |

| 16 | Medvedev |

| 4 | Nadal |

## Jucători nr.1 după țară
- Actualul jucător Nr. 1 este indicat cu caractere îngroșate.

| Nr. | Țară          | Total    | Total     | Jucători                                                                           |
| Nr. | Țară          | Jucători | Săptămâni | Jucători                                                                           |
| --- | ------------- | -------- | --------- | ---------------------------------------------------------------------------------- |
| 1   | Statele Unite | 6        | 896       | Jimmy Connors, John McEnroe, Jim Courier, Pete Sampras, Andre Agassi, Andy Roddick |
| 2   | Serbia        | 1        | 428       | Novak Djokovic                                                                     |
| 3   | Elveția       | 1        | 310       | Roger Federer                                                                      |
| 4   | Cehia         | 1        | 270       | Ivan Lendl                                                                         |
| 5   | Spania        | 4        | 255       | Carlos Moyá, Juan Carlos Ferrero, Rafael Nadal, Carlos Alcaraz                     |
| 6   | Suedia        | 3        | 201       | Björn Borg, Mats Wilander, Stefan Edberg                                           |
| 7   | Australia     | 3        | 89        | John Newcombe, Patrick Rafter, Lleyton Hewitt                                      |
| 8   | Brazilia      | 1        | 43        | Gustavo Kuerten                                                                    |
| 9   | Regatul Unit  | 1        | 41        | Andy Murray                                                                        |
| 10  | România       | 1        | 40        | Ilie Năstase                                                                       |
| 11  | Italia        | 1        | 42        | Jannik Sinner                                                                      |
| 12  | Rusia         | 3        | 16        | Evgheni Kafelnikov, Marat Safin, Daniil Medvedev                                   |
| 13  | Germania      | 1        | 12        | Boris Becker                                                                       |
| 14  | Austria       | 1        | 6         | Thomas Muster                                                                      |
| 14  | Chile         | 1        | 6         | Marcelo Ríos                                                                       |

## Recorduri și distincții ATP
Novak Djokovic a petrecut cele mai multe săptămâni ca nr. 1 mondial, un record de 428 săptămâni în total. Roger Federer are un record de 237 de săptămâni consecutive pe locul 1. Djokovic deține și recordul pentru cele mai multe clasări pe locul 1 la sfârșitul anului, reușind această performanță timp de opt ani (inclusiv în sezonul scurtat de pandemie). Pete Sampras a deținut locul 1 la sfârșitul anului timp de șase ani consecutivi, un record.
Carlos Alcaraz este atât cel mai tânăr nr. 1 mondial (19 ani, 4 luni), cât și cel mai tânăr nr. 1 mondial de la sfârșitul anului (19 ani, 7 luni). Djokovic este atât cel mai vârstnic nr. 1 mondial (36 ani, 10 luni),  cât și cel mai vârstnic nr. 1 mondial de la sfârșitul anului (36 ani, 7 luni).
Federer este jucătorul cu cel mai lung interval de timp (14 ani) între prima și cea mai recentă dată când a ocupat locul 1 (februarie 2004–iunie 2018), în timp ce Rafael Nadal este singurul jucător care a ocupat prima poziție în trei decenii diferite, în decursul a 11 ani și 5 luni (2008–2020). Djokovic are cel mai lung interval de timp (12 ani) între prima și ultima sa clasare pe locul 1 la sfârșitul anului (2011–2023) și este singurul jucător care a ocupat locul 1 cel puțin o dată într-un an timp de 13 ani diferiți.
Doi jucători, Ivan Lendl și Marcelo Ríos, au ajuns pe locul 1 fără să fi câștigat anterior un titlu major la simplu. Lendl a ajuns pe locul 1 pe 21 februarie 1983, dar nu a câștigat primul său titlu de Grand Slam până la Roland Garros 1984. Ríos a ajuns pe locul 1 pe 30 martie 1998, dar s-a retras fără să fi câștigat vreodată un titlu de Grand Slam, fiind singurul jucător de pe locul 1 cu această distincție.
Înainte de 2009, Federer a acumulat cele mai multe puncte în clasamentul ATP la sfârșitul unui an în orice sezon, cu 8.370 de puncte în 2006. De la introducerea unei noi scări de puncte pentru clasamentul ATP începând din 2009, Djokovic a reușit aceeași performanță, cu 16.585 de puncte de clasament în sezonul 2015. Djokovic deține și recordul de 16.950 de puncte de clasament la 6 iunie 2016, cele mai multe puncte ATP acumulate vreodată de un jucător.
John McEnroe a ocupat locul 1 de 14 ori, un record, iar Sampras și Djokovic sunt singurii jucători care au ocupat această poziție de 10 sau mai multe ori, cu 11 și, respectiv, 10 mandate. Rafter a petrecut cel mai puțin timp pe locul 1 (o săptămână).